# Jim Devine
James Devine (né le 21 mai 1953)  est un homme politique du parti travailliste qui est député de Livingston de 2005 à 2010 et président du parti travailliste écossais entre 1994 et 1995.
Le 16 juin 2009, à la suite du Scandale des dépenses du Parlement du Royaume-Uni, il est exclu du Parti travailliste après avoir déclaré avoir réclamé des frais de travaux à son domicile par une entreprise inexistante ,. Il est reconnu coupable de fausses déclarations le 10 février 2011  et condamné à 16 mois d'emprisonnement le 31 mars 2011 .

## Jeunesse
Devine est né et grandit à Blackburn, West Lothian  et fait ses études à Bathgate. Il est agent électoral du Parti travailliste de la circonscription de Livingston et du député local Robin Cook de l'élection générale de 1983 jusqu'à la mort de Cook en 2005. De 1994 à 1995, il est président du Parti travailliste écossais.
Avant son élection, Devine travaille comme responsable syndical à plein temps pour la Confédération des employés des services de santé (COHSE), puis comme responsable de la santé dans la région écossaise du syndicat du secteur public après la création de l'UNISON en 1993. Avant de devenir responsable syndical, Devine est infirmier en santé mentale, travaillant à l'hôpital du village de Bangour à Dechmont .

## Carrière parlementaire
Il est choisi pour succéder à Robin Cook comme candidat du Parti travailliste lors de l'élection partielle de Livingston en 2005 après la mort soudaine de Cook. Il gagne, battant son rival du SNP bien que la majorité du Labour ait été réduite de plus de 10 000 voix. Il prononce son premier discours à la Chambre des communes le 25 octobre 2005.
Il est Secrétaire parlementaire privé de la ministre de la Santé Rosie Winterton jusqu'à ce qu'il démissionne en signe de protestation contre la décision de remplacer Trident . Il est également membre des comités spéciaux de la science et de la technologie et des affaires écossaises .
En octobre 2010, l'ancienne chef de bureau de Devine, Marion Kinley, porte plainte pour licenciement abusif et rupture de contrat à son encontre. Un tribunal du travail statué que Devine a soumis Kinley à "de l'intimidation et du harcèlement". Au cours de l'audience, Devine est accusé d'avoir commis un canular suggérant que les journaux enquêtaient sur eux deux. Il aurait utilisé une amie, Fiona Fox, pour se faire passer pour une journaliste d'investigation. Une indemnité de 35 000 £ est accordée. Devine ne payant pas, une procédure de mise en faillite est engagée contre lui et il est déclaré en faillite le 23 février 2011.

## Scandale des dépenses des députés
Le 2 juin 2009, Devine est déféré au «comité étoile» du Parti travailliste en relation avec des allégations concernant des demandes de remboursement soumises pour une entreprise qui n'a jamais existé . Il avait obtenu le soutien des membres de son parti local une semaine avant l'audience, mais le comité recommande à l'unanimité qu'il soit désélectionné . Il est par la suite interdit de se présenter comme candidat du parti travailliste aux élections générales de 2010 .
Le 5 février 2010, il est poursuivi pour ses notes de frais en vertu de l'article 17 du Theft Act 1968 pour fausse comptabilité. La première accusation indique qu'entre juillet 2008 et avril 2009, Devine a réclamé 3 240 £ pour des services de nettoyage utilisant de fausses factures. La deuxième accusation indique qu'en mars 2009, Devine a réclamé 5 505 £ pour la papeterie en utilisant de fausses factures. Il nie les accusations, bien que dans une interview en direct sur Channel 4 lorsqu'il est interrogé: "Vous avez donc reçu un reçu de quelqu'un que vous payiez en tant que membre du personnel et l'avez soumis comme papeterie?" par le journaliste Krishnan Guru-Murthy, Devine a répondu: "Oui. Cela était autorisé à l'époque." .
Le 27 mai 2010, Devine, Elliot Morley, David Chaytor et Paul White (baron Hanningfield) comparaissent devant le Southwark Crown Court pour une audience préliminaire .
Le procès de Devine débute le 2 février 2011. L'acte d'accusation auquel il est confronté comprend finalement trois chefs d'accusation de fausse comptabilité en vertu du Theft Act de 1968. Le 10 février 2011, il est reconnu coupable de deux chefs d'accusation de fausse comptabilité (concernant de fausses déclarations pour un total de 8 385 £), mais non coupable d'un autre chef (relatif à 360 £). Le 31 mars 2011, Devine est condamné à 16 mois d'emprisonnement . Il est libéré de prison le 1er août 2011 après avoir purgé un quart de sa peine  et est assigné à domicile.

## Vie privée
Devine vivait à Blackburn, West Lothian. Il est divorcé de sa femme Liz et a une fille et un fils . En 2005, Devine admet un certain nombre de liaisons et une condamnation pour conduite en état d'ivresse. Après sa sortie de prison, Devine déménage à Killarney, en Irlande, pour commencer une nouvelle vie .